# Bedtime for Democracy
Bedtime for Democracy é o quarto e último álbum de estúdio da banda americana de punk rock Dead Kennedys. Lançadas em 1986, as canções deste álbum cobrem assuntos comuns do punk frequentemente encontrados em letras de punk rock da época, como conformidade, Reaganomics, militares dos EUA e crítica do movimento punk hardcore. O título do álbum refere-se ao filme de comédia de 1951, Bedtime for Bonzo, estrelado por Ronald Reagan, e também reflete a amargura cansada da banda pelo julgamento que estavam passando na época sobre a polêmica arte incluída em seu álbum anterior. Quando as gravações de Bedtime for Democracy começaram, os Dead Kennedys já haviam feito aquele que seria seu último show com Jello Biafra e anunciaram a separação logo após o lançamento do disco, cuja faixa de abertura é um cover de David Alan Coe. "Take This Job and Shove It".

## Lista de Faixas
Todas as faixas escritas e compostas por Jello Biafra, exceto onde é especificado. 
| N.º            | Título                                                        | Duração |  |
| 1.             | "Take This Job and Shove It" (David Allan Coe)                | 1:25    |  |
| 2.             | "Hop with the Jet Set"                                        | 2:05    |  |
| 3.             | "Dear Abby"                                                   | 1:09    |  |
| 4.             | "Rambozo the Clown"                                           | 2:25    |  |
| 5.             | "Fleshdunce"                                                  | 1:29    |  |
| 6.             | "The Great Wall"                                              | 1:32    |  |
| 7.             | "Shrink"                                                      | 1:44    |  |
| 8.             | "Triumph of the Swill"                                        | 2:17    |  |
| 9.             | "Macho Insecurity"                                            | 1:30    |  |
| 10.            | "I Spy" (D.H. Peligro)                                        | 2:30    |  |
| 11.            | "Cesspools in Eden"                                           | 5:56    |  |
| 12.            | "One-Way Ticket to Pluto"                                     | 1:38    |  |
| 13.            | "Do the Slag" (East Bay Ray)                                  | 1:36    |  |
| 14.            | "A Commercial"                                                | 1:33    |  |
| 15.            | "Gone with My Wind"                                           | 1:43    |  |
| 16.            | "Anarchy for Sale"                                            | 1:18    |  |
| 17.            | "Chickenshit Conformist"                                      | 5:58    |  |
| 18.            | "Where Do Ya Draw the Line"                                   | 2:39    |  |
| 19.            | "Potshot Heard 'Round the World" (Jello Biafra, East Bay Ray) | 2:10    |  |
| 20.            | "D.M.S.O."                                                    | 2:09    |  |
| 21.            | "Lie Detector" (Jello Biafra, East Bay Ray)                   | 3:43    |  |
| Duração total: | Duração total:                                                | 48:40   |  |

| Críticas profissionais | Críticas profissionais |
| Avaliações da crítica  | Avaliações da crítica  |
| Fonte                  | Avaliação              |
| ---------------------- | ---------------------- |
| AllMusic               | [ 2 ]                  |
| NME                    | [ 3 ]                  |

## Ficha Técnica

### Dead Kennedys
- Jello Biafra - vocais, produtor, mixagem
- East Bay Ray - guitarra
- Klaus Flouride - baixo, vocal de apoio
- D.H. Peligro - bateria, vocal de apoio

### Adicionais
- Tim Jones - sintetizador em "One-Way Ticket to Pluto"
- Jayed Scotti - timbales em "Dear Abby"
- Cal - backing vocals em "Fleshdunce", "Where Do Ya Draw The Line?" e "Chickenshit Conformist"
- Andrew - backing vocals em "Fleshdunce", "Where Do Ya Draw The Line?" e "Chickenshit Conformist"
- Blaze - backing vocals em "Fleshdunce", "Where Do Ya Draw The Line?" e "Chickenshit Conformist"
- P. O'Pillage - Voz de Rambozo em "Rambozo The Clown", arte

### Produção
- John Cuniberti - engenheiro, mixagem
- Winston Smith - capa

## Gráficos
| Chart (1986)   | Peak position |
| -------------- | ------------- |
| UK Indie Chart | 1             |

## Paródia de Bay Ray
A banda punk de East Bay Ray, Isocracy, parodiou o nome em seu EP de 1988, Bedtime for Isocracy. A arte da capa mostrava a banda junta em uma cama, acompanhada por Jello Biafra. Após o lançamento do disco, o Isocracy se separou, com dois integrantes formando o grupo Samiam e outro se juntando ao Green Day.